# الوكالة الوطنية للتصرف في النفايات
الوكالة الوطنية للتصرف في النفايات وتُعرف اختصارًا بـ(ANGed) هي مُؤسسة عمومية تونسية غير إدارية، تخضع لإشراف وزارة البيئة. أُنشئت بموجب المرسوم رقم 2317 لسنة 2005 المُؤرخ في 22 أغسطس.

## المهام
تعمل الوكالة بشكل أساسي على تعزيز جودة حياة المواطنين وتحسين حماية البيئة من خلال تنفيذ الإدارة المتكاملة والمستدامة للنفايات.
تغطي مهمة ومسؤوليات الوكالة أيضًا:
- تطوير وتعزيز بنية تحتية مناسبة
- مساعدة البلديات والصناعيين
- إطلاق قنوات الجمع وإعادة التدوير والاسترداد
- تطوير إطار ملائم لمشاركة القطاع الخاص وخلق فرص العمل

## فضيحة النفايات الإيطالية
تورطت الوكالة في فضيحة استيراد النفايات الإيطالية بما في ذلك نفايات المستشفيات من قبل شركة تونسية تُدعى «صوروبلاست» تأسست في سوسة. وقد أُعفي وزير البيئة حينها مصطفى العروي ومسؤولين بارزين في الوكالة الوطنية للتصرف في النفايات والوكالة الوطنية لحماية المحيط من مناصبهم إثر الكشف عن هذه القضية.